# Nabil Elderkin
Nabil Elderkin (* 1982 in Chicago, Illinois, USA) ist ein australischer Berufsfotograf und Regisseur von Video- und Kinofilmen.

## Leben
Im Alter von zwei Jahren ging Elderkin mit seiner Familie, einem amerikanischen Vater und einer Mutter aus dem Iran nach Port Macquarie, New South Wales in Australien. Dort ging er zur High School, betrieb Sport und war ein eifriger Surfer. Sein erster Kontakt zur Fotografie begann mit seinen Aufnahmen der Surfer-Szene in Australien.
Die Familie trennte sich Anfang der 1990er Jahre und Nabil folgte seiner Mutter nach Chicago, wo er ein Fotografie-Studium aufnahm. In den darauffolgenden Jahren fotografierte er Musikgruppen, Musikkonzerte  und die Auftritte von DJs aus Chicago. Er kam mit dem Rapper Kanye West in Kontakt, der bis heute sehr eng ist. Die beiden publizierten einen Bildband über Wests Glow in the Dark Tour des Jahres 2008.
Seit 2005 hat Elderkin fast zwanzigmal Regie geführt bei Musikvideos verschiedener Bands und Sänger. 2007 ging er nach dem Bürgerkrieg in die Demokratische Republik Kongo. Die daraus resultierende Fotoausstellung wurde 2007 im UN-Hauptquartier am East River in Manhattan, New York City gezeigt. Sein erster, von der Firma Red Bull finanzierter Dokumentarfilm Bouncing Cats entstand im Jahre 2009 in Kampala in Uganda und zeigt, wie dort junge Leute versuchen, als Breakdancer ihr Leben zu bestreiten. Zu seinen Kunden zählen unter anderem Coca-Cola, Foot Locker, Nike, adidas und Vans sowie Oxfam.
Elderkin lebt und arbeitet heute (2014) in Los Angeles.

## Auszeichnungen
- Der Film Bouncing Cats wurde im Jahre 2010 auf drei Dokumentarfilm-Festivals ausgezeichnet.

## Videos (Auswahl)
- The Black Eyed Peas, Like That, 2005
- The Black Eyed Peas, Mas Que Nada, 2006
- Kanye West mit Mr Hudson und Rihanna als Gast, Paranoid, 2009
- Kanye West, Welcome to Heartbreak. 2009
- Kanye West, Coldest Winter. 2010
- Monkey Business, Ike that, 2005
- Vince Staples, Prima Donna, 2016

## Filmografie
- 2009: Bouncing Cats, Dokumentarfilm
- 2019: L. A. Rebels – Ausbruch der Gewalt (Gully)

## Bibliografie
- Kanye West (Text): Glow in The Dark. Buch und CD, Rizzoli, New York 2009, ISBN 978-0-8478-3240-8.